# Imrich Hudec
Imrich Hudec (31. října 1914, Banská Štiavnica – 3. května 1999, Banská Bystrica) byl slovenský lékař-chirurg.

## Životopis
Základní školu absolvoval v rodném městě a v Banské Štiavnici rovněž odmaturoval. Studoval medicínu na Lékařské fakultě Univerzity Karlovy v Praze. Po rozdělení Československa se vrátil na Slovensko a studium medicíny ukončil na Lékařské fakultě Univerzity Komenského v Bratislavě v roce 1941.
Jako čerstvě skončený lékař narukoval do Slovenské armády, kde jako šéflékař útočné vozby v Martinu získal první chirurgické zkušenosti. Zúčastnil se Slovenského národního povstání. Po skončení druhé světové války pokračoval jako chirurg ve svém rodišti – Banské Štiavnici u primáře Dionýsa Majdáka v letech 1945–1947 na chirurgické klinice v Košicích u prof. Jana Kňazovického. V roce 1947 se s mladou rodinou vrátil do Banské Štiavnice, kde pokračoval ve své chirurgické specializaci na chirurgickém oddělení nemocnice a zároveň v nadúvazku jako důlní lékař. V roce 1953 přijal nabídnuto místo ředitele Krajské nemocnice v Banské Bystrici, kam se v roce 1955 i s rodinou přestěhoval.
Byl nadaný hudebník, od dětství hrál na klavír, během studia hrával ve studentské kapele, měl několik sólových klavírních koncertů. Ve volných chvílích se rád věnoval sportu, v mladých letech lyžování a stolnímu tenisu, později zejména tenisu a turistice .
S manželkou vychovali dvě děti - dceru a syna, oba se stali lékaři. Dcera Jela absolvovala na LF UK v Bratislavě v roce 1969 – specializovala se na ortopedii. Syn Jozef promoval na LF UK v Bratislavě v roce 1971 – emigroval do USA, specializoval se na pracovní medicínu.

## Odkaz
Jako lékař-chirurg věnoval se zejména traumatologii, byl spoluautorem koncepce traumatologie na Slovensku, odborníkem v neurotraumatologii, ošetřování páteře a operačních zlomenin krčku stehenní kosti pomocí strmě zavedeného hřebíku. Byl ředitelem Nemocnice s poliklinikou v Banské Bystrici (1953–1969), zároveň aktivní chirurg a ordinář pro úrazovou chirurgii na chirurgickém oddělení. Zakladatel oddělení úrazové chirurgie Nemocnice s poliklinikou v Banské Bystrici (prvního samostatného traumatologického oddělení na Slovensku) a jeho první primář (1954–1981). Autor vědeckých prací, přednášek, editor a spoluautor učebnice Úrazová chirurgie (1970, 1986), autor kapitoly o úrazové problematice v knize Všeobecné lékařství II. a IV. (1989, 1991). Nositel několika ocenění.

## Ocenění
- 1964 – Pamětní medaile J. E. Purkyně
- 1971 – Kostlivého cena
- 1974 – Zasloužilý lékař
- 1974 – Pamětní medaile J. B. Gwotha
- 1974 – Medaile České lékařské společnosti
- 1981 – Cena Československé chirurgické společnosti za knihu Úrazová chirurgie
- 1981 – Cena Slovenského fondu výtvarných umění za knihu Úrazová chirurgie
- 1984 – Čestné uznání Československé chirurgické společnosti za zásluhy o rozvoj čsl. traumatologie